# Piet Norval
Piet Norval, född den 7 april 1970 i Bellville i Kapstaden, är en sydafrikansk tennisspelare.
Han tog OS-silver i herrarnas dubbelturnering i samband med de olympiska tennisturneringarna 1992 i Barcelona.